# Friedrich Hiller (Autor)
Friedrich Hiller (Pseudonym Albert Hofer; * 20. März 1861 in Burgpreppach; † 21. Mai 1947 in Altdorf bei Nürnberg) war Pfarrer, wurde jedoch als Schriftsteller und Heimatforscher bekannt.

## Leben und Wirken
Friedrich Hiller war der Sohn eines Lehrers und wurde am 20. März 1861 im unterfränkischen Burgpreppach geboren. Die Familie zog aufgrund der Arbeit des Vaters mehrfach um. Bis zu seinem elften Lebensjahr wuchs Hiller in Burgpreppach auf, ehe er die nächsten Jahre in Repperndorf verbrachte. Nach einem Studium wurde er lutherischer Geistlicher. Seine Hauptwirkungsstätte war von 1892 bis 1911 der Mainort Albertshofen, wo viele der von ihm überlieferten Kurzgeschichten spielen. Hiller nannte den Ort hier allerdings „Sandhoufen“. 
Zwischen 1911 und 1927 war Friedrich Hiller in Mönchsondheim als Seelsorger tätig. Im Jahr 1913 wurde er zum Dekan des Kapitels (später Dekanat) Markt Einersheim gewählt. Die Doppelfunktion aus Pfarrer und Dekan hatte er bis zu seinem Ruhestand 1927 inne. Sein Spätwerk „Magister Junius von Suntheim“ spielt als historischer Roman in Mönchsondheim zur Zeit der Konfessionskriege. Friedrich Hiller starb am 21. Mai 1947 in Altdorf bei Nürnberg. Die Gemeinde Albertshofen benannte die „Friedrich-Hiller-Straße“ nach dem „Dichterpfarrer“.

## Werke (Auswahl)
Neben seinen beiden Romanwerken veröffentlichte Hiller mehrere Beiträge für die Heimatbeilage Am fränkischen Herd der Kitzinger Zeitung. Teilweise wurden die Beiträge mit dem Pseudonym „Albert Hofer“ gekennzeichnet. Der Name spielt auf die Verbindung von Hiller mit dem Dorf Albertshofen an. 
- Auf dem Grenzwall der Zeiten. o. O. 1905.[3]
- Magister Junius von Suntheim, eine Pfarrherrengestalt vor 300 Jahren aus denen Aktis mit Fleiß erschauet, und mit farbigem Griffel gänzlich dem wirklichen Geschehen folgend abgemalt . Kützberg-Zirndorf o. J. Neuauflage Kitzingen 2010.
- Fränkische Dorfgeschichten mit einem ernsten und einem lachenden Auge. Feuchtwangen 1930.
- posthum Gschichtli un Spaßli. Kitzingen 2018.